# Абовян (місто)
Абовя́н (вірм. Աբովյան) — місто у Вірменії, північно-східний супутник Єревану (відстань 10 км) та розташовано в марзі (області) Котайк. Через місто проходить залізниця, яка поєднує столицю із залізничним вузлом у Раздані. Через це місто іноді називають «Північними воротами Єревана» Також через місто проходить автодорога, що поєднує столицю з марзом Котайк, Гегаркунік та Тавуш.
На місці міста знаходилося село Елара (згадується ще Степаносом Орбеляном у XIII столітті). 1961 року село перейменовується на Абовян на честь вірменського письменника Хачатура Абовяна, а 1963 року на його місці утворюється місто. У місті є завод залізобетонних конструкцій і завод біохімічних препаратів, а також меблева фабрика.[джерело?]
За 6 км від міста знаходиться гірський бальнеологічний курорт Арзні, який розташований на висоті 1300 м над рівнем моря в ущелині річки Раздан.

## Міста-побратими
- Віллербанн (фр. Villeurbanne), Франція
- Калінінград, (рос. Калининград), Росія